# Michael Chertoff
Michael Chertoff (Elizabeth, 28 novembre 1953) è un politico e avvocato statunitense, Segretario della Sicurezza Interna degli Stati Uniti d'America dal 2005 al 2009. Precedentemente ha anche ricoperto gli incarichi di procuratore degli Stati Uniti d’America per il Distretto del New Jersey dal 1990 al 1994, assistente del Procuratore Generale per la Divisione Criminale dal 2001 al 2003 e Giudice della Corte d’Appello degli Stati Uniti d’America per il Terzo Circuito dal 2003 al 2005.
Successivamente, Chertoff ha lavorato come consulente senior nello studio legale Covington & Burling di Washington D.C e, inoltre, ha fondato nel 2009 il Chertoff Group, una società di consulenza sulla sicurezza.
Nelle elezioni del 2016, Chertoff ha espresso il suo sostegno per la candidata democratica Hillary Clinton.

## Biografia

### Primi anni e studi
Michael Chertoff nasce il 28 novembre 1953 da una famiglia di religione ebraica: il padre Gershon Chertoff (1915-1996) era un rabbino, mentre la madre Livia Chertoff (nata Eisen) esercitava la professione di assistente di volo.
Chertoff studia al Jewish Educational Center di Elizabeth e successivamente ottiene un Bachelor of Arts all'Università di Harvard nel 1975. Studia poi alla London School of Economics e, rientrato ad Harvard, ottiene un dottorato in giurisprudenza Magna cum laude nel 1978.

## Carriera giudiziaria e politica

### Primi incarichi giudiziari
Dopo la laurea in giurisprudenza nel 1978, Chertoff ha lavorato come impiegato presso il giudice Murray Gurfein della Corte d'appello del Secondo Circuito degli Stati Uniti e successivamente presso il giudice della Corte Suprema degli Stati Uniti d'America William J. Brennan, Jr. dal 1979 al 1980.
Successivamente, Chertoff ha esercitato presso lo studio privato Latham&Watkins dal 1980 al 1983. Dall'anno successivo diventa PM sotto la direzione di Rudolph Giuliani, procuratore degli Stati Uniti per distretto sud di New York: Chertoff ha gestito soprattutto casi di criminalità organizzata e di corruzione politica.

### Procuratore degli Stati Uniti d'America (1990-1994)
Nel 1990, Chertoff è stato nominato dal Presidente George H. W. Bush Procuratore degli Stati Uniti per il distretto del New Jersey e continuando a ricoprirne l'incarico fino al 1994, quando decise di ritornare a Latham&Watkins. Importante notare come Chertoff sia stato l'unico Procuratore non sostituito dal cambio di Amministrazione presidenziale.

### Elezioni del 2000 e ingresso nell'Amministrazione Bush Jr
Nel 2000 Chertoff diviene il principale consigliere della campagna elettorale di George W. Bush sulla giustizia penale.
L'esperienza di Chertoff gli ha consentito di essere nominato Assistente del Procuratore Generale per la Divisione Criminale nel 2001 dal Presidente George W. Bush.
Dal 2003 al 2005 Chertoff ricopre la carica di Giudice Federale della Corte d'Appello degli Stati Uniti per il Terzo Circuito, dopo essere stato votato dal Senato con una larghissima maggioranza e un solo voto contrario, quello della Senatrice Hillary Clinton, per motivazioni legate alla gestione dello Scandalo Whitewater, a cui Chertoff aveva indagato anni addietro.

### Segretario della Sicurezza Interna (2005-2009)
Nel gennaio 2005, Chertoff viene nominato 2º Segretario della Sicurezza Interna in sostituzione del collega Tom Ridge.
Chertoff ha svolto un ruolo cruciale nella gestione dell'Uragano Katrina nel 2005 e nel progetto di costruzione di miglia di recinzione al confine con il Messico, emettendo anche deroghe che consentissero di velocizzare i lavori in tempi minori (8/4/2008). Nel 2006 Chertoff ha dichiarato che il Dipartimento della Sicurezza Interna aveva avuto l'autorizzazione di costruire 700 miglia di recinzione su 2000 al confine sud-ovest.

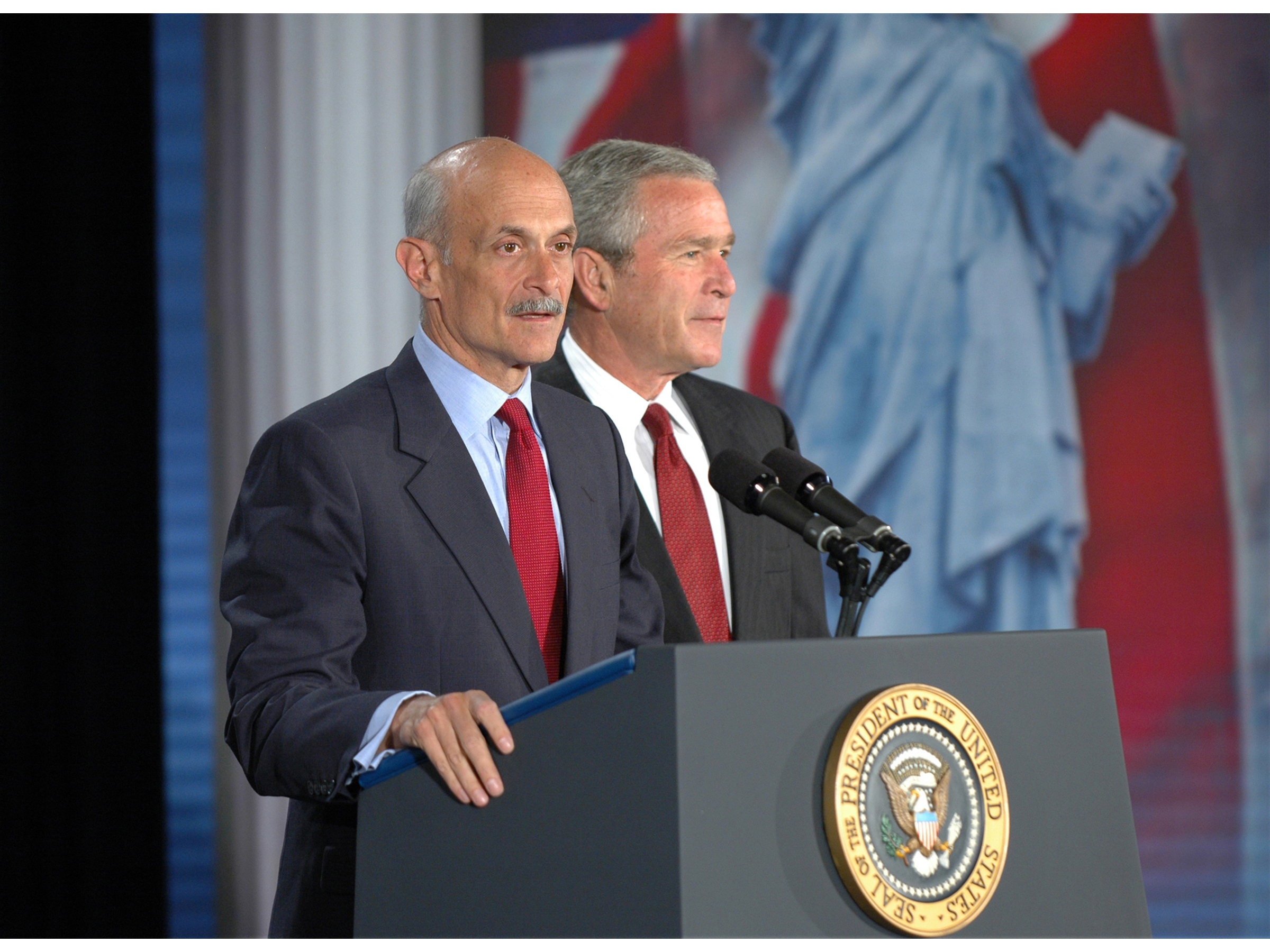
Il Segretario della Sicurezza Interna Chertoff con il Presidente George W. Bush nel Distretto di Columbia nel 2006.